# Theridion zekharya
Theridion zekharya là một loài nhện trong họ Theridiidae.
Loài này thuộc chi Theridion. Theridion zekharya được Gershom Levy miêu tả năm 2007.